# 沈家塘站
沈家塘站是一个宣杭铁路上的铁路车站，位于浙江省杭州市临平区崇贤街道，2005年随宣杭铁路复线的开通而启用，2011年复线化。车站目前由上海铁路局乔司直属站管理，为五等站，办理货运列车通过、会让、待避作业，不办理客货运业务。